# Precursores de la bibliotecología en Chile

## Precursores de la Bibliotecología en Chile

### La bibliotecología en Chile
La disciplina bibliotecológica en el país es una profesión muy contemporánea. Puesto que adquirió reconocimiento institucional recién en 1960, fue considerada como una carrera dentro de la Universidad de Chile, primera institución universitaria en que se llevó a cabo la formación de estudiantes. En consideración de la sucinta historia, hubo una prehistoria acerca del rubro bibliotecario en el país en que se desarrolló grandes aportes de hombres del rubro y que permitió modernizar de forma gradual la labor de la bibliotecarios en los aspectos técnicos y de servicio a los usuarios

#### Orígenes de la disciplina bibliotecaria
En los orígenes, los primeros bibliotecarios durante el período colonial, pertenecieron a congregaciones religiosas de los jesuitas, los dominicos y otros. Y durante el proceso de independencia del país, el gobierno de Carrera funda en 1813 , la Biblioteca Nacional de Chile. Cuyo estantes estuvieron formados por libros de los jesuitas, quienes fueron expulsados a fines del siglo XVIII. Al fundar la primera biblioteca pública del país, se impulsan las ideas de la ilustración para forjar las ciencias y acercar las letras al pueblo chileno.
En aquellos períodos históricos, la labor del bibliotecario todavía era semi-profesional , en cuanto carecía de una profesionalización de la disciplina y una orientación sustentada en un método científico en la investigación. Recién a comienzos del siglo XX , en especial, en el año 1913 la Biblioteca nacional desarrolla cursos de biblioteconomía para los funcionarios, con el objetivo de desarrollar una capacitación en el servicio al público.
Como en el país, no existían cursos universitarios en bibliotecología, fueron becados por el Estado Chileno, tres personas a estudiar en Estados Unidos en 1922, entre ellos destacaba la poetisa Gabriela Mistral, Augusto Eyquen y Benjamín Cohen. Y paralelo, a tal proceso entre 1923 y 1938 estudian biblioteconomía en el extranjero Margarita Mieres y Héctor Fuenzalida.
En 1929 la DIBAM(Dirección de bibliotecas, archivos y museos) lleva a cabo cursos locales de bibliotecología que no resultaron efectivos, por la poca asistencia de los funcionarios a clases.
En el período que alcanza mayor crecimiento las ciencias de la bibliotecología es entre 1939-1958, cuando el 6 y 8 de noviembre de 1942 se organizó el Primer Congreso Nacional de bibliotecarios en Santiago, fue presida Aida Carreño Correa (bibliotecaria de la Biblioteca Nacional) y como secretario Augusto Eyquem. Dicho Congreso no se organizó con fines técnicos, sino de dar el primer paso para orientar los servicios bibliotecarios , de contar con apoyo de privados y del Estado en cuanto a generar el movimiento de acercarmiento intelectual por medio del libro con los demás países de América Latina. En el encuentro se reunió a 200 personas, el primer día fue llevado cabo a las 11:00 horas en el Salón de Honor de la Universidad de Chile y el último día culminó el Congreso en el salón de honor de la Universidad Católica de Chile.
Por otro lado, el 15 de mayo de 1955 forman los bibliotecarios de la Universidad de Chile la "Asociación Profesional de Bibliotecarios de Chile" (ABC), cuyo fin es la cooperación y el patrocinio de las bibliotecas del país. En la carta de su creación postula: "cooperar a la creación, fomento, y mejor administración de las bibliotecas chilenas y reclamar una mayor atención del Estado y la Sociedad hacia la profesión bibliotecaria"

#### Principales exponentes de la bibliotecología
Los precursores la bibliotecología en Chile, son los primeros profesionales formados en el extranjero , en Europa y especialmente Norteamérica. En donde Norteamérica tiene una fuerte influencia en la disciplina nacional. En este caso, los forjadores de la bibliotecología son profesionales que cumplieron una labor pedagógica en la academia, tienen estudios en Universidades extranjeras y contribuyeron a la modernización de la labor técnica y en la atención en el servicio de usuarios. Por entonces, los primeros bibliotecarios con estudios certificados y reconocimiento nacional e internacional, son Augusto Eyquen, Hector Fuenzalida y Alberto Villalón Galdames.

#### Biografía y aportes a la bibliotecología chilena
```
 Augusto Eyquen 
```

Nació en Santiago el 26 de diciembre de 1895. Fue filólogo y bibliotecario chileno. Estudió en el Instituto Pedagógico de la Universidad de Chile y en 1922 es becado por Estado chileno para estudiar Bibliotecoeconomía en la Biblioteca Pública de New York. Y se desempeñó como profesor de Castellano y literatura en las Universidades de Princeton y Rice.
```
 Hector Fuenzalida
```

Estudió en la Universidad de Columbia en 1936, gracias a una beca de la Fundación Rockfeller. En ese mismo año, organizó la Biblioteca Central de la Universidad de Chile . En septiembre de 1938 y marzo de 1939 estudió en la Universidad de Columbia, durante la temporada de invierno de Estados Unidos, donde tuvo dos cursos de biblioteconomía, uno de catalogación y clasificación y otro de bibliografía y referencia. A través de la Fundación de Rockefeller recibió una beca para conocer distintas bibliotecas de Norteamérica y al regresar a Chile, continuo dando cursos de catalagoción y clasificación Dewey. Es considerado del pionero de la instrucción bibliotecaria en el país, al realizar cursos para empleados de la Biblioteca Central de la Universidad de Chile y también de otras bibliotecas.
```
 Alberto Villalón Galdames
```

Nació en la ciudad de Iquique, el 19 de febrero de 1920. Estudio leyes en la Universidad de Chile. También llevó a cabo estudios de postgrado de magíster y doctorado en la Universidad de Míchigan en 1945 de Estados Unidos. Dicho país, le concedió 5 becas para estudiar, obtuvo beneficio a causa de su tesis de investigación, la clasificación del derecho chileno. En 1948 obtuvo de la Universidad de Míchigan el Bachillerato en Artes de las ciencias de la Bibliotecología, en 1949 su master, y en 1951 completa sus estudios en Doctorado. En 1952 empezó a ejercer como profesor en la Escuela de Bibliotecarios de la Universidad de Chile, y además entre 1952 hasta 1970 es Director de la carrera de Bibliotecología. Hizo a su vez, clases en la Universidad de Salamanca y la Universidad Central de Venezuela.
Es miembro de la Asociación de Bibliotecas de Chile y de la American Library Association.
Puede señalarse que Alberto Villalón fue el primer bibliotecario chileno que consiguió el grado de Doctorado en Bibliotecología. Y contribuyó a los estudios bibliográficos jurídicos con la obra llamada:"Bibliografía jurídica de América Latina (1810-1950), siendo un libro de referencia para académicos, políticos y estudiantes.
Notas y referencias
1. Revista de Bibliotecología de la Universidad Tecnológica Metropolitana (Serie de bibliotecología: formación de bibliotecarios en Chile) *http://eprints.rclis.org/15029/1/Serie_N%C2%B060_Ingrid_Espinoza.pdf
2. Proyecto de estudiantes de Bibliotecologia de la Universidad Tecnológica Metropolitana, * http://memoriabibliotecologia.wikidot.com/
3. Biografía de Alberto Villalón presente en Revista de la UNAM, * http://www.redalyc.org/pdf/285/28532369006.pdf
4.Serie de Bibliotecología y Gestión de información de la Universidad Tecnológica Metropolitana, *http://eprints.rclis.org/17047/1/Serie%20N%C2%B073%20%20Bibliotecas%20P%C3%BAblicas.pdf
- Datos: Q25403197